# 페르보마이스카야역
페르보마이스카야역(러시아어: Первомайская)은 모스크바 지하철 아르바츠코 포크롭스카야 선의 역이다. 모스크바 동부 행정 구역의 이즈마일로보 지역에 위치한다. 역 이름은 러시아어로 5월 1일, 즉 노동절을 의미한다.

## 역사
페르보마이스카야 역은 1961년 10월 21일에 개통하였다.